# Nowy Dwór (Trzebnica)
Pour les articles homonymes, voir Nowy Dwór.
Nowy Dwór est une localité polonaise de la gmina et du powiat de Trzebnica en voïvodie de Basse-Silésie.